# Malcolm Arnold
Sir Malcolm Henry Arnold  (21. oktober 1921 – 23. september 2006) var en engelsk komponist, dirigent og solotrompetist ved London Philharmonic fra 1941 til 1948, derpå komponist og dirigent.
Har komponeret 12 symfonier 3 sinfoniettas,  og 8 koncerter heriblandt
2 fløjtekoncerter, mange orkesterværker, samt operaer, balletter og filmmusik.

## Udvalgte værker
- Symfoni (1946) - for strygeorkester
- Symfoni nr. 1 (1950) - for orkester
- Symfoni nr. 2 (1953) - for orkester
- Symfoni nr. 3 (1957) - for orkester
- Symfoni nr. 4 (1960) - for orkester
- Symfoni nr. 5 (1961) - for orkester
- Symfoni nr. 6 (1967) - for orkester
- Symfoni nr. 7 (1973) - for orkester
- Symfoni nr. 8 (1979) - for orkester
- Symfoni nr. 9 (1984) - for orkester
- Legetøjssymfoni (1957) - for legetøjsinstrumenter, klaver og strygekvartet
- Symfoni (1972) - for brasband
- 3 Sinfoniettas (1954, 1958, 1964) - for orkester